# Шћепање
Шћепање је насељено место у саставу општине Брезнички Хум у Вараждинској жупанији, Хрватска. До територијалне реорганизације у Хрватској налазило се у саставу старе општине Нови Мароф.

## Становништво
На попису становништва 2011. године, Шћепање је имало 330 становника.

## Попис1991.
На попису становништва 1991. године, насељено место Шћепање је имало 484 становника, следећег националног састава:
| Попис 1991.‍ | Попис 1991.‍ | Попис 1991.‍ | Попис 1991.‍ | Попис 1991.‍ |
| ----------- | ----------- | ----------- | ----------- | ----------- |
|             |             |             |             |             |
| Хрвати      | Хрвати      |             | 479         | 98,96%      |
| непознато   | непознато   |             | 5           | 1,03%       |
| укупно: 484 |             |             |             |             |